# Vesperus joanivivesi
Vesperus joanivivesi is een keversoort uit de familie Vesperidae. De wetenschappelijke naam van de soort werd in 1998 gepubliceerd door Vives.